# Wilhelm von Keudell
Wilhelm von Keudell (geboren am  2. Juli 1922 in Berlin-Lichterfelde; gestorben am 3. September 1974 in Matola, Mosambik) war ein deutscher Offizier und Diplomat.

## Familie
Wilhelm von Keudell gehörte zur Adelsfamilie Keudell. Er war der zweite Sohn des Verwaltungsjuristen Otto von Keudell und dessen Frau Maria (geborene Momm). Seit 1966 war er mit Ragnhild Geißendörfer (1941–2016) verheiratet.
Sein Großvater Robert von Keudell war u. a. deutscher Botschafter an der Hohen Pforte im Osmanischen Reich, Botschafter in Italien sowie Mitglied des Reichstages und des Preußischen Abgeordnetenhauses. Sein Onkel Walter von Keudell war von Januar 1927 bis Juni 1928 Innenminister des Deutschen Reichs in der Zeit der Weimarer Republik.
Ein weiterer Onkel war Harald Momm.

## Tätigkeiten
Wilhelm von Keudell war Offizier der deutschen Wehrmacht in der Zeit des Nationalsozialismus.
In der Bundesrepublik wurde er Diplomat im Außenministerium. 1962 war er als Vizesekretär der Botschaft der Bundesrepublik in Brasilien der erste deutsche Diplomat, der in der neuen Botschaft in der neuen Hauptstadt Brasilia eingesetzt wurde. 1965 leitete er die Dienststelle Berlin des Auswärtigen Amtes in West-Berlin und war an der Ausarbeitung der Ostdenkschrift als Vermittler der Bundesregierung beteiligt. Ab 1966 war Keudell Konsul in Boston und äußerte sich in dieser Zeit missverständlich zum Verbleib vom U-Boot U 853. Zuletzt amtierte er als Generalkonsul in der portugiesischen Kolonie Mosambik, in der Hauptstadt Lourenço Marques, dem heutigen Maputo.
Keudell hatte zur Lage in Mosambik 1973 nach Deutschland berichtet, dass Portugals Armee die Kolonie Mosambik noch fest unter Kontrolle habe und keine Veränderungen drohten. Als sich im Zuge der Nelkenrevolution am 25. April 1974 in Portugal jedoch ein Ende der portugiesischen Kolonialherrschaft und ein Bürgerkrieg zwischen den beiden Befreiungsbewegungen FRELIMO und RENAMO anbahnte, erschoss sich Wilhelm von Keudell in der Nacht vom 2. auf den 3. September in seinem Haus in Vila Salazar, dem heutigen Matola. Vorher hatte er noch deutschen Farmern versprochen, für sie bei den portugiesischen Militärs Waffen zu erbitten.